# Ste-Jeanne d’Arc (Gien)

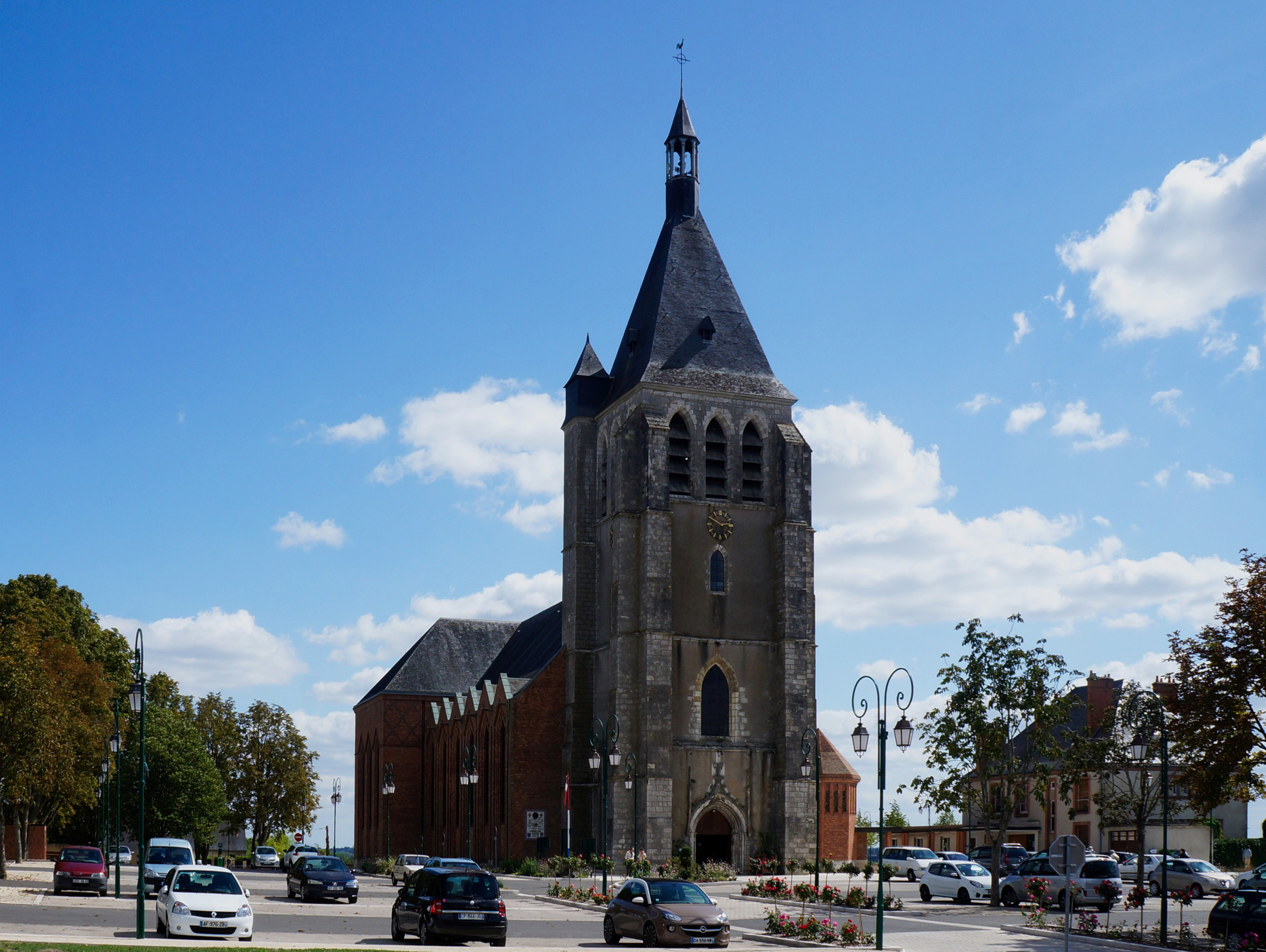
Gien, Ste-Jeanne d’Arc

Ste-Jeanne d’Arc ist die römisch-katholische Pfarrkirche von Gien (Département Loiret) in Frankreich. Die Kirche ist seit 1940 (Turm) und 2001 (Langhaus) als Monument historique eingetragen.

## Geschichte
Die heute unter dem Patrozinium der heiligen Johanna von Orléans stehende Kirche wurde ursprünglich im Stil der Flamboyantgotik als eine zu Ehren des heiligen Erzmärtyrers Stephanus geweihte Kollegiatkirche errichtet. Die Weihe dieser Stiftskirche erfolgte 1514. Der heute noch erhaltene Kirchturm entstand vermutlich im Kern aber bereits zu einem früheren Zeitpunkt.
Die Kirche wurde im Verlauf der Französischen Revolution beschädigt und 1828 entwidmet. In der Folge wurde unter Beibehaltung des Turmes durch den Architekten François Pagot eine neue Kirche errichtet, die 1832 dem heiligen Petrus geweiht wurde. Dieses Gotteshaus wurde am 15. Juni 1940 bombardiert und nach einem anschließenden Brand zerstört. Unter erneuter Beibehaltung des Turmes schufen die Architekten Paul und Jean Gardiner ein neues Kirchengebäude, welches am 28. März 1954 der heiligen Johanna von Orléans geweiht wurde.